# Månsas
Månsas (finska: Maunula) är en del av Månsas distrikt i Helsingfors stad.
Månsas byggdes från och med år 1946 på marker som hörde till Åggelby gård. Höghusen härstammar främst från 1950- till 1970-talet. Stadsdelen hade som mest över 12 000 invånare, men allt eftersom människor bor mindre trångt har antalet invånare minskat.
Det finns många hyresbostäder i Månsas och husen från 1950-talet hör till de populärare bland hyresbostäderna. Antalet arbetare är högre i Månsas än i Helsingfors överlag. Invånaraktiviteten är livlig i stadsdelen.

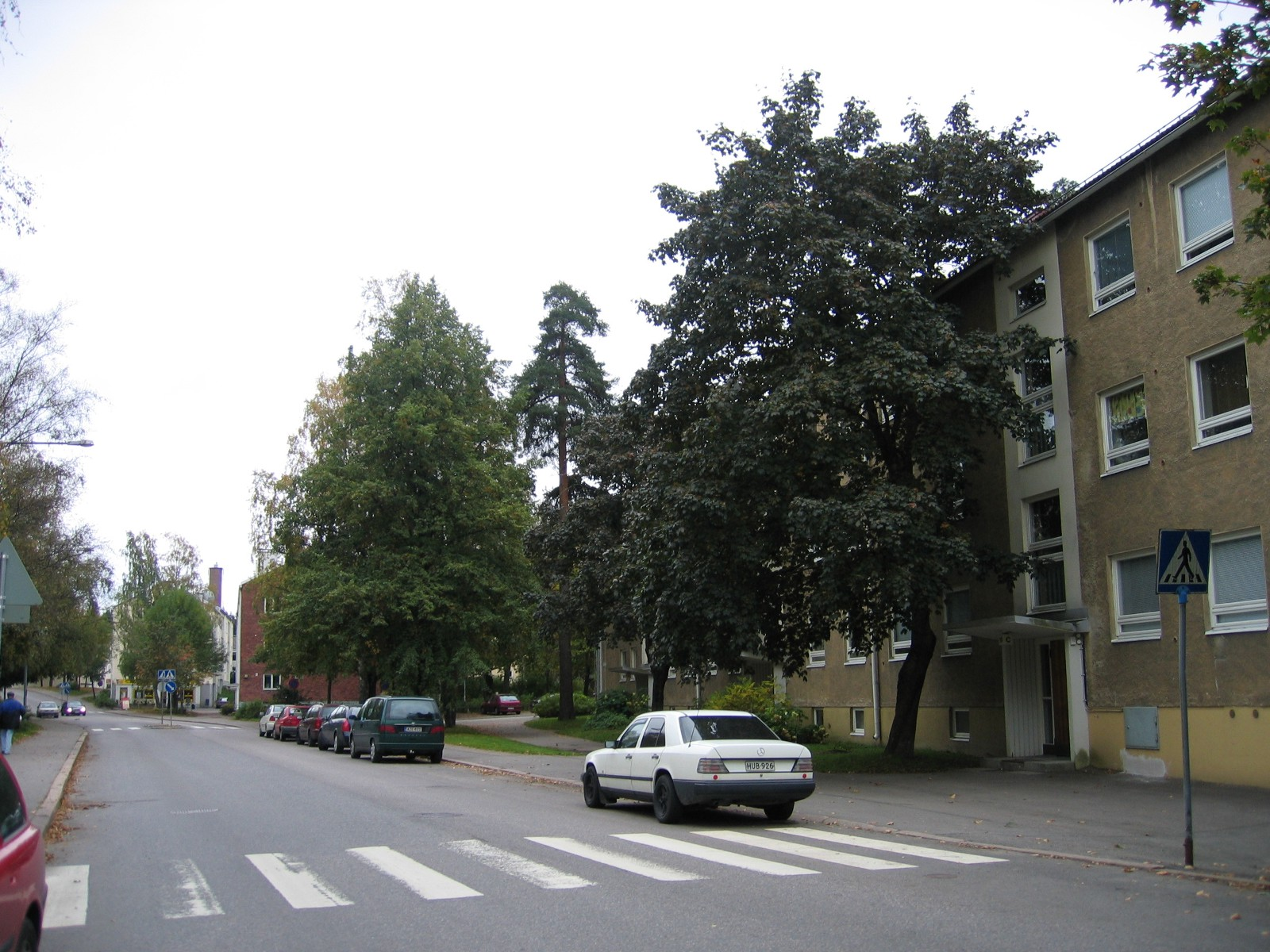
Månsas

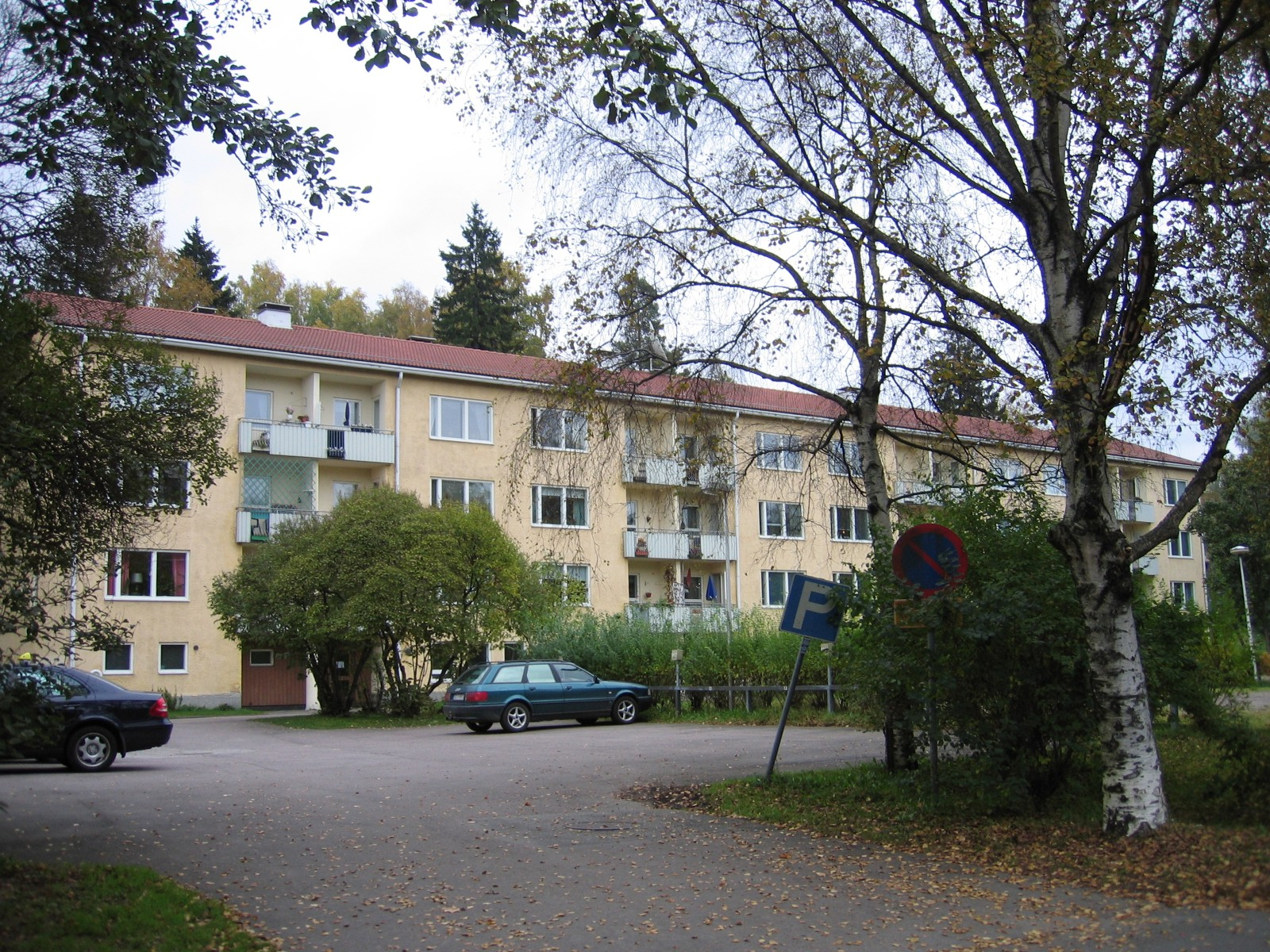
1950-talshus i Månsas